# Clathria schmitti
Clathria schmitti är en svampdjursart som först beskrevs av de Laubenfels 1942.  Clathria schmitti ingår i släktet Clathria och familjen Microcionidae. Inga underarter finns listade i Catalogue of Life.